# ユー・ドゥ・ミー
『ユー・ドゥ・ミー』 (You Do Me) は、1990年2月21日にリリースされた坂本龍一のシングル。

## 解説
アルバム『ビューティ』（1989年）海外盤収録「You Do Me」のシングル。
1990年に行われた「NEC春のCライフフェア」の「龍一賞」で、ゴールドディスク盤が作られ、2,000枚プレゼントされた。

## 制作

### ユー・ドゥ・ミー
リードボーカルは、ジル・ジョーンズ。ベーシック・トラックをラリー・ホワイトと彼のアシスタントのカーク・クランパーが作成した。

### ウィ・ラヴ・ユー -リミックス-
ローリング・ストーンズのカヴァーで、アルバム『ビューティ』（海外盤）と同じテイク。

### アモーレ -ピアノ・ヴァージョン-
アルバム『ビューティ』収録「Amore」ピアノバージョン。『/05』（2005年）でさらにアレンジを変えてセルフカバー。
8分の6拍子にアレンジされているものの原曲の持つ情熱さを表現している。

## 収録曲
| #         | タイトル                                                   | 作詞                                                     | 作曲                                           | 時間  |
| --------- | ---------------------------------------------------------- | -------------------------------------------------------- | ---------------------------------------------- | ----- |
| 1.        | 「ユー・ドゥ・ミー」(You Do Me)                            | ジェフリー・コーヘン、我如古より子、古謝美佐子、玉城一美 | ラリー・ホワイト、カーク・クランパー、坂本龍一 | 5:05  |
| 2.        | 「ウィ・ラヴ・ユー -リミックス-」(We Love You (Remix))     | ミック・ジャガー、キース・リチャード                     | ミック・ジャガー、キース・リチャード           | 4:47  |
| 3.        | 「アモーレ -ピアノ・ヴァージョン-」(Amore (Piano Version)) |                                                          | 坂本龍一                                       | 3:13  |
| 合計時間: | 合計時間:                                                  | 合計時間:                                                | 合計時間:                                      | 13:05 |